# سينما تيلوجو
سينما التيلجو (بالإنجليزية: Telugu cinema)‏ المعروفة بمصطلح «توليوود» هي جزء من السينما الهندية وثاني أكبر صناعة سينمائية بعد الصناعة السينمائية الهندية مخصصة لإنتاج الأفلام في اللغة تيلوغوية. ويعتبر حي فيلم نجار غرب حيدر أباد، في ولاية تيلانغانا، الهند مركز العديد من استوديوهاتها السينمائية ونجوم هذه الصناعة.
منذ عام 1909، شارك صانع الأفلام الهندي ورمز سينما التيلجو راغوباثي فينكايا نايدو (Raghupathi Venkaiah Naidu) في إنتاج أفلام قصيرة والسفر إلى مناطق مختلفة في آسيا للترويج لهذه الأفلام. في عام 1921، أنتج أول فيلم تيلجو صامت Bhishma Pratigna.